# June Kwon-Chung
Kyung Joo „June“ Kwon-Chung (* 16. August 1933 in Seoul) ist eine südkoreanisch-amerikanische Mykologin.

## Leben
Kwon-Chung begann 1952 während des Koreakriegs ein Biologiestudium an der Ewha Womans University, die nach Pusan verlagert worden war. Sie heiratete Chung Young-muk. Nach ihrem Abschluss wurde Kwon-Chung für ein Fulbright-Stipendium nominiert und ging 1961 zum Graduiertenstudium an die University of Wisconsin.
Dort wechselte sie zur Mykologie (unter Myron Backus). Für Kenneth B. Rapers Monographie The Genus Aspergillus isolierte sie die Aspergillus-Arten.
Auf Wunsch von Chester Emmons kam Kwon-Chung 1966 als Fogarty International Fellow an das NIAID.
Zunächst arbeitete sie an Dermatophytes und Histoplasma. Nach der Entdeckung eines heterothallischen Stammes beschrieb sie ihn als neue Art Emmonsiella capsulata.
Dies brachte ihr die Festanstellung und Kwon-Chung blieb bis zu ihrer Pensionierung am NIAID. Nach 1975 arbeitete sie überwiegend über Cryptococcus.
1985 machte sie einen Kurs am Cold Spring Harbor Laboratory, um sich in modernen DNA-Techniken fortzubilden. Zusammen mit Jeffrey C. Edman entwickelte sie das erste System zur Übertragung fremder DNA in Cryptococcus (per Elektroporation).
2024 wurde Kwon-Chung zum Mitglied der National Academy of Sciences gewählt.

## Bücher
- K. June Kwon-Chung, John Eugene Bennett: Medical Mycology. Lea & Febiger, Philadelphia 1992, ISBN 0-8121-1463-9 (englisch).